# Взаимодействие
Взаимодействието е вид действие, което настъпва, когато два или повече обекта си влияят един на друг. Понятието за двустранно въздействие е съществена в идеята на взаимодействието, което го различава от едностранното причинно въздействие. Тясно свързан термин е взаимосвързаността, който се отнася за взаимодействията в системите – комбинации от много прости взаимодействия могат да доведат до неочаквани феномени. Самият термин взаимодействие може да има различни значения според различните науки.
Примери за широко разпространено взаимодействие включват:
- Комуникация между двама души или сред групи, организации или държави: търговия, миграция, международни отношения, транспорт.
- Обратната връзка по време на работата на машина, например взаимодействието между шофьор и местоположението на колата му на пътя: завивайки, шофьорът позволява на това положение, а чрез наблюдение тази информация се връща към водача.

## Физика
Във физиката, фундаментално взаимодействие (в зависимост от естеството на взаимодействието, то може да е и фундаментална сила) е процес, чрез който елементарните частици си взаимодействат. Взаимодействието често се описва като физично поле и се посредничи от обмен на калибровъчни бозони между частиците. Например, взаимодействието на заредени частици се случва чрез електромагнитни полета, докато бета-разпадът възниква посредством слабо ядрено взаимодействие. Едно взаимодействие е фундаментално, когато то не може да бъде описано чрез други взаимодействия. Съществуват четири доказани фундаментални взаимодействия в природата: гравитация, електромагнетизъм, силно и слабо ядрени.

## Химия
В химията, взаимодействията са най-общо между атоми и молекули.

### Биохимия

#### Молекулярна биология
В молекулярната биология, знанието за взаимодействията между гени и протеини и с техните метаболити се нарича метаболитен път.

#### Медицина и фармакология
В медицината, повечето лекарства могат да се използват безпроблемно с други лекарства, но някои определени комбинации трябва да бъдат наблюдавани за взаимодействие, често от фармацевт. Взаимодействията между лекарствата попадат в една от две основни категории:
- Фармакодинамика – включва действията на двете взаимодействащи лекарства.
- Фармакокинетика – включва абсорбирането, разпространението, метаболизма и изхвърлянето на едно или и двете взаимодействащи лекарства.

По отношение на ефикасността, могат да съществуват три типа взаимодействие между лекарствата: адитивни, синергични и антагонистични:
- Адитивното взаимодействие ще рече, че влиянието на двата химикала е равно на сбора на влиянията им поотделно. Това обикновено се дължи на факта, че химикалите въздейства на организма по един и същ или сходен механизъм. Примери за такива са: аспирин и ибупрофен, алкохол и депресант, успокоително и болкоуспокояващо.
- Синергичното взаимодействие означава, че въздействието на двата химикала заедно е по-голям от сумата на техните ефекти поотделно. Пример за това е пестицид и тор.
- Антагонистичното взаимодействие означава, че влиянието на двата химикала е по-слабо, отколкото сбора от ефектите на двете лекарства поотделно. Това се случва, когато вторият химикал увеличава отделянето на първия или пряко блокира действието му. Така се сформира основата на противоотровите.

## Социология
В социологията, обществените отношения е динамична и променяща се поредица от обществени действия между индивиди или групи, които променят своите действия и реакции, поради взаимодействието с партньорите си. Обществените взаимодействия могат да се разделят на случайни, многократни, редовни или регламентирани.

## Медии
При медиите, интерактивността е тяхна черта и докато дигиталните технологии стават все по-достъпни за масите, интересът в интерактивността нараства и става културна черта.